# 马留坎普斯
马留坎普斯是巴西米纳斯吉拉斯州的一个市镇。总面积35.155平方公里，总人口11421人，人口密度324.9人/平方公里。